# Verbascum lobulatum
Verbascum lobulatum är en flenörtsväxtart som beskrevs av Hub.-mor.. Verbascum lobulatum ingår i släktet kungsljus, och familjen flenörtsväxter. Inga underarter finns listade i Catalogue of Life.